# Brett Gelman

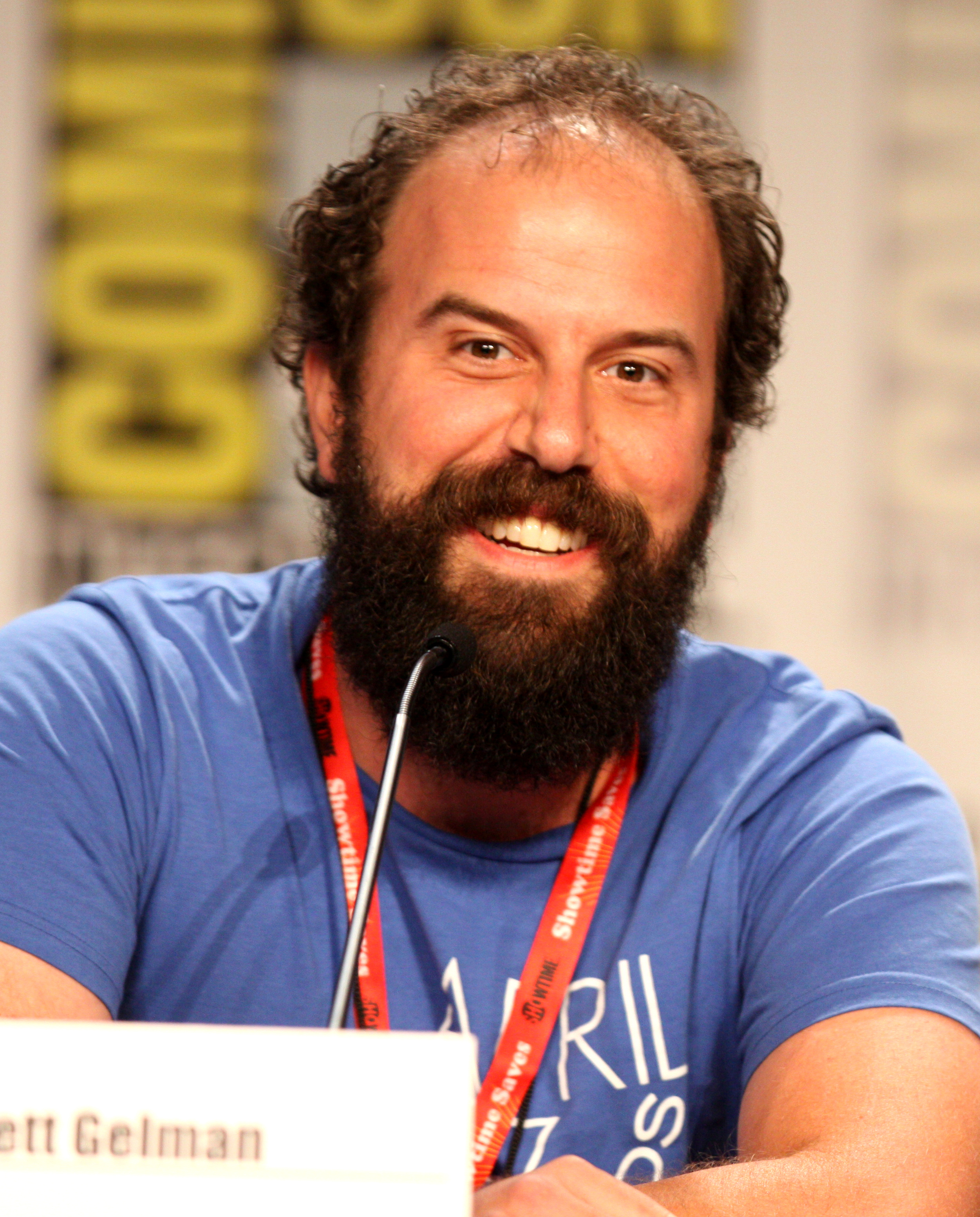
Brett Gelman auf der San Diego Comic-Con International (2011)

Brett Clifford Gelman (* 6. Oktober 1976 in Highland Park, Illinois) ist ein US-amerikanischer Schauspieler und Comedian, der in den USA vor allem durch seine Rollen aus verschiedenen Comedy-Serien bekannt ist. International bekannt machten ihn vor allem Rollen in Love und Stranger Things.

## Frühe Jahre
Brett Gelman stammt aus Highland Park, im US-Bundesstaat Illinois, wo er zusammen mit einer jüngeren Schwester aufwuchs. Sie wurden jüdischen Glaubens erzogen. Nachdem Gelman die Highland Park High School abgeschlossen hatte, studierte er später an der University of North Carolina of the Arts, wo er eine Theaterausbildung erhielt.

## Karriere
Nach erfolgreichem Abschluss der Universität zog Gelman zusammen mit einem Kommilitonen nach New York City, wo Gelman etwa Teil des Upright Citizens Brigade Theatre wurde. Zunächst gelang es ihm nur gelegentlich Auftritte in Film und Fernsehen zu ergattern. So übernahm er bereits im Jahr 1998 seine erste Rolle vor der Kamera, jedoch vergingen etwa zehn Jahre, bis er an größeren Produktionen mitwirkte. So war er ab 2010 in Filmen wie Die etwas anderen Cops, 30 Minuten oder weniger, Harold & Kumar – Alle Jahre wieder, Jobs, Verrückt nach Barry, Wilson – Der Weltverbesserer oder The Disaster Artist zu sehen.
Regelmäßig ist Gelman in Gastrollen im US-Fernsehen zu sehen. Seine Auftritte umfassen etwa Californication, Lass es, Larry!, Das Büro, The Inbetweeners, NTSF:SD:SUV::, We Are Men, The League, Fresh Off the Boat, Man Seeking Woman, Odd Couple, Mad Men, Fleabag oder Twin Peaks. Daneben übernahm er in einigen Comedyserien größere Nebenrollen. So etwa in Eagleheart, Married, TripTank, Jeff & Some Aliens oder Another Period. 2016 gehörte er auch zum Autorenteam der The Eric Andre Show, die beim Sender Adult Swim läuft.
Ab 2016 konnte Gelman auch mit Rollen in international erfolgreichen Serien auf sich aufmerksam machen. So spielte er bis 2018 die Rolle des Dr. Greg Colter in Love. Zuvor war er von 2012 bis 2013 als Mr. K in einer Hauptrolle in der Serie Go On zu sehen. 2017 war er als Privatdetektiv Murray Bauman Teil der Besetzung der zweiten Staffel der Netflix-Serie Stranger Things. Diese Rolle machte ihn auch bei einem internationalen Publikum bekannt. Für die 4. Staffel wurde er zum Hauptdarsteller befördert.
2017 feierte der von ihm co-geschriebene Film Lemon seine Premiere auf dem Sundance Film Festival, in dem Gelman auch die Hauptrolle übernahm. An seiner Seite waren etwa Judy Greer, Michael Cera, Nia Long und Gillian Jacobs zu sehen.
Gelman war seit Beginn seiner Karriere in über 90 Film- und Fernsehproduktionen zu sehen.

## Privates
Im Dezember 2015 heiratete Gelman seine langjährige Freundin, die Autorin und Regisseurin Janicza Bravo.  Sie lernten sich während eines Werbedrehs in New York kennen und leben nun gemeinsam in Los Angeles.

## Filmografie (Auswahl)
- 1998: Cage Match (Fernsehserie, eine Episode)
- 2004: Blackballed: The Bobby Dukes Story
- 2005: The Colbert Report (Fernsehserie, Episode 1x06)
- 2006: This Is Our City (Kurzfilm)
- 2006: The Cracktion Movie (Fernsehfilm)
- 2007: Liebe lieber ungewöhnlich – Eine Beziehung mit Hindernissen (Watching the Detectives)
- 2007: Fat Guy Stuck in Internet (Fernsehserie, 3 Episoden)
- 2008: Stick It in Detroit
- 2008: CollegeHumor Originals (Fernsehserie, eine Episode)
- 2009: May the Best Man Win
- 2009: Californication (Fernsehserie, Episode 3x12)
- 2010: Death Bed Subtext (Kurzfilm)
- 2010: Comedy Lab (Fernsehserie, Episode 11x03)
- 2010: Die etwas anderen Cops (The Other Guys)
- 2010: This Show Will Get You High (Fernsehfilm)
- 2010: Pretend Time (Fernsehserie, Episode 1x04)
- 2010: The Inn Keeper (Kurzfilm)
- 2010–2011: Funny or Die Presents... (Fernsehserie, 3 Episoden)
- 2010–2011: The Back Room (Fernsehserie, 4 Episoden)
- 2010–2012: The Life & Times of Tim (Fernsehserie, 4 Episoden, verschiedene Rollen)
- 2011: Eat (Kurzfilm)
- 2011: Happy Endings (Fernsehserie, Episode 1x03)
- 2011: Lass es, Larry! (Curb Your Enthusiasm, Fernsehserie, Episode 8x05)
- 2011: 30 Minuten oder weniger (30 Minutes or Less)
- 2011: Bored to Death (Fernsehserie, Episode 3x04)
- 2011: Harold & Kumar – Alle Jahre wieder (A Very Harold & Kumar 3D Christmas)
- 2011–2013: The League (Fernsehserie, 2 Episoden)
- 2011–2014: Eagleheart (Fernsehserie, 26 Episoden)
- 2012: Das Büro (The Office, Fernsehserie, Episode 8x20)
- 2012: Aqua Teen Hunger Force (Fernsehserie, Episode 9x04, Stimme)
- 2012: The Inbetweeners (Fernsehserie, 7 Episoden)
- 2012–2013: Go On (Fernsehserie, 22 Episoden)
- 2013: Jobs
- 2013: Awful Nice
- 2013: Ghost Girls (Fernsehserie, Episode 1x06)
- 2013: NTSF:SD:SUV:: (Fernsehserie, Episode 3x08)
- 2013: We Are Men (Fernsehserie, Episode 1x09)
- 2013–2014: Drunk History (Fernsehserie, 2 Episoden)
- 2014: Be Here Nowish (Kurzfilm)
- 2014: Verrückt nach Barry (Someone Marry Barry)
- 2014: Surviving Jack (Fernsehserie, Episode 1x04)
- 2014: Abenteuerzeit mit Finn und Jake (Adventure Time with Finn & Jake, Fernsehserie, Episode 6x05, Stimme)
- 2014: Bad Teacher (Fernsehserie, 5 Episoden)
- 2014–2015: Married (Fernsehserie, 23 Episoden)
- 2014–2016: TripTank (Fernsehserie, 9 Episoden, Stimme)
- 2015: Fresh Off the Boat (Fernsehserie, Episode 1x05)
- 2015: Man Seeking Woman (Fernsehserie, Episode 1x07)
- 2015: Odd Couple (Fernsehserie, Episode 1x11)
- 2015: Mad Men (Fernsehserie, Episode 7x14)
- 2015: The Night is Young
- 2015: Shaman (Kurzfilm)
- 2015–2016: Blunt Talk (Fernsehserie, 6 Episoden)
- 2015–2018: Another Period (Fernsehserie, 19 Episoden)
- 2016: Joshy – Ein voll geiles Wochenende (Joshy)
- 2016: Clarence (Fernsehserie, Episode 2x11, Stimme)
- 2016: Angel from Hell (Fernsehserie, 2 Episoden)
- 2016: Flock of Dudes
- 2016: High Maintenance (Fernsehserie, Episode 1x05)
- 2016–2018: Love (Fernsehserie, 10 Episoden)
- 2016–2020: American Dad (Fernsehserie, 5 Episoden, Stimme)
- 2016–2019: Fleabag (Fernsehserie)
- 2017: Chuck Hank and the San Diego Twins
- 2017: Wilson – Der Weltverbesserer (Wilson)
- 2017: Lemon (auch Drehbuch)
- 2017: DRIB
- 2017: Making History (Fernsehserie, 2 Episoden)
- 2017: Jeff & Some Aliens (Fernsehserie, 10 Episoden)
- 2017: Twin Peaks (Fernsehserie, 2 Episoden)
- 2017: The Disaster Artist
- 2017: Room for Rent
- seit 2017: Stranger Things
- 2018: Wild Nights with Emily
- 2018: Camping (Fernsehserie, 8 Episoden)
- 2018: Wie der Vater … (Like Father)
- 2019: Mr. Mercedes (Fernsehserie)
- 2020: Family Guy (Fernsehserie, Episode 18x15, Stimme)
- 2021: Tom Clancy’s Gnadenlos (Tom Clancy's Without Remorse)
- 2021: Alle lieben Arlo (I [Heart] Arlo, Fernsehserie, Stimme)
- 2021–2022: Inside Job (Fernsehserie)
- 2022: Metal Lords
- 2022: Lyle – Mein Freund, das Krokodil (Lyle, Lyle, Crocodile)
- 2023: Boy Kills World
- 2023: Doggy Style (Strays, Stimme von Willy)
- 2023: Umzingelt (Surrounded)
- 2024: McVeigh
- 2024: Lady in the Lake (Miniserie)